# Shim Hye-jin
Shim Hye-jin (16 de enero de 1967) es una actriz y modelo surcoreana. 

## Carrera
Shim fue considerada una actriz representativa que dominó la pantalla de la década de 1990 en Corea del Sur. Comenzó su carrera como modelo, y entró al estrellato con un comercial para Coca-Cola en la década de 1980. Debido a que su imagen apareció en el comercial fue apodada  "Woman like Cola".

## Filmografía

### Series
| Año     | Título                          | Rol                | Red  | Ref.  |
| ------- | ------------------------------- | ------------------ | ---- | ----- |
| 1993    | The World is Mine               | Kang Joon-hee      |      |       |
| 1997    | Mr. Right                       |                    | KBS2 |       |
| 1998    | Blushing with Love              | Min Young-sun      | MBC  |       |
| 1999    | Last War                        | Han Ji-soo         | MBC  |       |
| 2000    | Housewife's Rebellion           | Jang Jin-gu        | MBC  |       |
| 2004    | Choice                          | Oh Jung-min        | SBS  |       |
| 2004    | Hello Franceska                 | Franceska          | MBC  |       |
| 2005    | That Woman                      | Yoon Ji-soo        | SBS  |       |
| 2006    | Princess Hours                  | Lady Seo Hwa-young | MBC  |       |
| 2006    | Please Come Back, Soon-Ae       | Huh Soon-ae        | SBS  |       |
| 2007    | My Mom! Super Mom!              | Ko Min-joo         | KBS2 |       |
| 2008    | East of Eden                    | madre de Young-ran | MBC  |       |
| 2009    | Empress Cheonchu                | Emperatriz Xiao    | KBS2 |       |
| 2009    | Everybody Cha-cha-cha           | Ha Yoon-jung       | KBS1 |       |
| 2010    | Stormy Lovers                   | Hong Na-rim        | MBC  |       |
| 2012    | I Need a Fairy                  | Reina madre        | KBS2 |       |
| 2013    | A Tale of Two Sisters           | Kim Joo-hee        | KBS1 |       |
| 2014    | Secret Love Affair              | Han Seong-sook     | jTBC |       |
| 2014    | Endless Love                    | Min Hye-rin        | SBS  |       |
| 2014    | My Spring Days                  | Jo Myung-hee       | MBC  |       |
| 2015    | Kill Me, Heal Me                | Shin Hwa-ran       | MBC  |       |
| 2015    | The Return of Hwang Geum-bok    | Baek Ri-hyang      | SBS  |       |
| 2015    | Late Night Restaurant           | Eun-soo (ep 2)     | SBS  |       |
| 2017    | Strong Woman Do Bong-soon       | Hwang Jin-yi       | JTBC |       |
| 2018    | Sunny Again Tomorrow            | Yoon Jin-hee       | KBS  |       |
| 2018    | The Undateables                 | Ko Eun-nim         | SBS  | [ 8 ] |
| 2020    | Mi peligrosa esposa             | Ha Eun-hye         | MBN  |       |
| 2021-22 | Love Twist                      | Maeng Ok-hee       | KBS2 | [ 9 ] |
| 2023    | Nam-soon, una chica superfuerte | Hwang Jin-yi       | JTBC |       |

### Cine
| Año  | Título                             | Rol             |
| ---- | ---------------------------------- | --------------- |
| 1989 | In the Name of Memory              | Oh Yoo-kyung    |
| 1990 | Black Republic                     | Song Young-sook |
| 1992 | White Badge                        | Sa-ra           |
| 1992 | The Marriage Life                  | Choi Ji-hye     |
| 1993 | Woman for Love, Woman for Marriage | Jin-hee         |
| 1995 | Go Alone Like A Rhino's Horn       | Kyung-hye       |
| 1996 | The Gingko Bed                     | Son-young       |
| 1996 | Cue                                | Hye Soo         |
| 1996 | The adventure of Mrs. Park         | Park Bong-gon   |
| 1997 | Green Fish                         | Mi-ae           |
| 1997 | Maria and the Inn                  | Myung-ja        |
| 1997 | Man With Flowers                   | Jong-min        |
| 1998 | Bedroom and Courtroom              | periodista      |
| 2003 | Acacia                             | Choi Mi-sook    |
| 2006 | Over the Border                    | Seo Kyung-joo   |
| 2008 | Mother and Daughters               | Park Nam-hee    |
| 2008 | Black Heart                        |                 |
| 2010 | Foxy Festival                      | Ju Seon-shim    |
| 2012 | Papa                               | cameo           |
| 2014 | Welcome                            | Hye-sook        |
| 2014 | Daughter                           | Mom             |